# デ・ハビランド ジャイロン・ジュニア
デ・ハビランド ジャイロン・ジュニア
デ・ハビランド航空博物館（de Havilland Aircraft Heritage Centreに展示されているジャイロン・ジュニア
- 分類：ターボジェットエンジン
- 設計者：Frank Halford
- 製造者：デ・ハビランド
- 運用者： イギリス（イギリス空軍)
- 生産数：89

デ・ハビランド ジャイロン・ジュニア（de Havilland Gyron Junior）は1950年代にデ・ハビランド社が開発した軍用ターボジェットエンジンで、後にはブリストル・シドレーで製造された。ジャイロン・ジュニアはデ・ハビランド ジャイロンの縮小版である。

## 設計及び開発
ジャイロンよりは多少多く生産されたに過ぎないが、イギリス海軍の双発攻撃機であるブラックバーン バッカニア S.1用のエンジンとして量産された。しかしながら、成功したとは言い難く、アンダーパワーを指摘され、バッカニア S.2ではより強力なロールス・ロイス スペイが採用された。
アフターバーナー付きのジャイロン・ジュニアはまた、マッハ2級の双発超音速実験機であるブリストル 188にも採用された。ロールス・ロイス エイヴォンも考慮されたが、実際にはジャイロン・ジュニアのみが使用された。計画は失敗とは言えないものの満足すべきものではなく、予定した高速高温試験を実施することなく、早期に中止された。問題はジャイロン・ジュニアの燃料消費量であった。マッハ2に到達することは出来たものの、燃料消費率が悪すぎて長時間の飛行が出来ず、予定していた超音速機における長期サーマル・ソーキングの試験は実施できなかった。しかし、ジャイロン・ジュニアのために公正を期すならば、同時期の他のエンジンを用いた場合でも、より良好な結果を出せたかは不明である。

## バリエーション[1]
- ジャイロン・ジュニア DGJ.1（P.S.43）：ブラックバーン バッカニア S.1
- ジャイロン・ジュニア DGJ.10R （P.S.50）、アフターバーナー付き推力14,000 lb s.t. (62.3 kN)：Bristol 188

## 使用機種
- ブラックバーン バッカニア S.1

40機製造
- ブリストル 188

2機製造
- グロスター ジャベリン

試験のみ。FAW Mk.1改良
- サンダース・ロー SR.177

採用予定。製造されず

## 展示
ジャイロン・ジュニアは現在、デ・ハビランド航空博物館（de Havilland Aircraft Heritage Centre）に展示されている。

## 仕様（Gyron Junior DGJ.1）
仕様諸元
- 形式: ターボジェット
- 全長: 102.9 in (2.61 m)
- 直径: 41.1 in (1.04 m)

コンポーネント
- 圧縮機: 7段軸流
- 燃焼器：分割タイプ13基
- タービン: 2段

性能
- 推力: 7,100 lb s. t. (31.6 kN)
- 総圧縮比: 6.4:1
- タービン入り口部温度: 1,200 oC

## 参考資料